# 우승기
우승기는 대한민국의 게임 해설자이다. 2007년에 CJ 미디어의 《스타크래프트》 대회인 슈퍼파이트 대회에서 김동수의 후임으로 해설을 맡아 게임 해설가로 데뷔하였다. 이후 서울 국제 e스포츠 페스티벌에서도 해설을 맡은 바 있다.

## 같이 보기
- 정일훈
- 김양중
- 김동수
- 엄재경
- 김태형
- 전용준
- 이승원
- 성승헌
- 정소림
- 박용욱
- 강민